# Elisa Queirolo
Elisa Queirolo (Santa Margherita Ligure, 6 de março de 1991) é uma jogadora de polo aquático italiana, medalhista olímpica.

## Carreira
Queirolo fez parte da equipe que conquistou a medalha de prata pela Itália nos Jogos do Rio de Janeiro, em 2016.